# Ruine Böbikon
Die Ruine Böbikon ist die Ruine einer mittelalterlichen Höhenburg auf dem Gebiet der Gemeinde Böbikon im Kanton Aargau.

## Geschichte
Über die ehemalige Burg ist nicht viel bekannt. Aufgrund von archäologischen Untersuchungen ist von einer Entstehung um das Jahr 1100 auszugehen. Als einziges Mitglied einer Familie «von Bebikon» wird 1113 ein Erfridus urkundlich erwähnt. Er könnte der mögliche Erbauer der Burg sein.
Die ursprüngliche Anlage bestand aus einer Ringmauer, in der sich ein Gebäude nachweisen liess. Zu Beginn des 13. Jahrhunderts wurde die Burg dann neu erbaut. Die Ringmauer hatte einen fünfeckigen Grundriss und ein Tor auf der Westseite. An der Bergseite befand sich ein Turm mit einem Grundriss von fast sieben mal sieben Meter. Über die Erbauer dieser zweiten Burg ist nichts bekannt, auch findet sie in Urkunden keine Erwähnung. Etwa in der Mitte des 13. Jahrhunderts wurde die Burg verlassen und zerfiel.